# Black America Again
Albums de Common
Nobody's Smiling
(2014)
Singles
1. Love Star
Sortie : 2 septembre 2016
2. Black America Again
Sortie : 23 septembre 2016

Black America Again est le onzième album studio de Common, sorti le 4 novembre 2016.
Cet album, très politique, est rempli d'amour, de chagrin et de rage. Common y retrace l'histoire du racisme depuis Christophe Colomb et analyse tous les effets qui en ont découlé, de l'esclavage aux violences policières, des projets de logement à la gentrification. Le rappeur a une réflexion sur son éducation, déplore les récentes tragédies et fantasme sur un futur pacifique où le monde serait dirigé par des femmes.
À la production, on retrouve Karriem Riggins qui avait déjà collaboré avec Common de 1997 à 2007.
L'opus a été bien accueilli par la critique, le site Metacritic lui attribuant la note de 88 sur 100. Il s'est classé 5e au Digital Albums et 25e au Billboard 200.

## Liste des titres
| No  | Titre                                                  | Auteur | Contient un (des) sample(s) de | Durée |
| --- | ------------------------------------------------------ | --- | --- | ----- |
| 1.  | Joy and Peace (featuring Bilal)                        | Lonnie Lynn, Emmanuel Riggins, Bilal Oliver, Derek Shulman, Ray Shulman, Kerry Minnear – Produit par Karriem Riggins                                                      | | 2:40  |
| 2.  | Home (featuring Bilal)                                 | Lynn, E. Riggins, Willie Mitchell, Louis Farrakhan – Produit par Karriem Riggins                                                                                          | I'm Going Home (To Live With God) d'O. V. Wright | 3:31  |
| 3.  | Word from Moe Luv Interlude                            | Robert Glasper – Produit par Robert Glasper | | 0:40  |
| 4.  | Black America Again (featuring Stevie Wonder)          | Stevie Wonder, E. Riggins, Kenny Clarke, Rita Greene, Jake Riley, George Clinton, Carlton Ridenhour, Eric Sadler, Hank Shocklee, James Brown – Produit par Robert Glasper | Catch a Groove de Juice Introduction to Say It Loud - I'm Black and I'm Proud (Live) de James Brown 10% Dis de MC Lyte featuring Audio Two Bring the Noise de Public Enemy   | 6:09  |
| 5.  | Love Star (featuring Marsha Ambrosius et PJ)           | Marsha Ambrosius, E. Riggins, James Mtume, Willie Goodman, Harry Ray, Sylvia Robinson – Produit par Karriem Riggins                                                       | You Me and He de Mtume Sexy Mama des Moments | 5:09  |
| 6.  | On a Whim Interlude                                    | E. Riggins – Produit par Karriem Riggins | | 0:41  |
| 7.  | Red Wine (featuring Syd et Elena)                      | Lynn, E. Riggins, Sydney Bennet, Samora Pinderhughes, Edgar Cosma, Vladimir Cosma – Produit par Karriem Riggins                                                           | Cormoran blessé d'Edgar Vercy | 4:35  |
| 8.  | Pyramids                                               | Lynn, E. Riggins, Glasper, Derrick Harris, Russell Jones – Produit par Karriem Riggins et Robert Glasper                                                                  | Brooklyn Zoo d'Ol' Dirty Bastard South Bronx des Boogie Down Productions Award Tour de A Tribe Called Quest featuring Trugoy the Dove Don't Believe the Hype de Public Enemy | 3:30  |
| 9.  | A Moment in the Sun Interlude                          | Glasper – Produit par Robert Glasper | | 0:51  |
| 10. | Unfamiliar (featuring PJ)                              | Lynn, E. Riggins, Paris Jones, John Cameron – Produit par Karriem Riggins                                                                                                 | Half Forgotten Daydreams de John Cameron | 3:58  |
| 11. | A Bigger Picture Called Free (featuring Syd et Bilal)  | Lynn, E. Riggins, Bennet, Oliver, Adam Feeney – Produit par Karriem Riggins et Frank Dukes                                                                                | | 4:38  |
| 12. | The Day Women Took Over (featuring BJ the Chicago Kid) | Lynn, E. Riggins, Maimouna Youssef, Bryan Sledge, Mark Blumberg – Produit par Karriem Riggins et J Dilla                                                                  | 87 Key de J Dilla | 5:16  |
| 13. | Rain (featuring John Legend)                           | Lynn, E. Riggins, Tanisha Riggins – Produit par Karriem Riggins | | 4:08  |
| 14. | Little Chicago Boy (featuring Tasha Cobbs)             | Lynn, asha Cobbs, E. Riggins, Feeney – Produit par Karriem Riggins et Frank Dukes                                                                                         | | 6:37  |
| 15. | Letter to the Free (featuring Bilal)                   | Lynn, E. Riggins, Glasper – Produit par Karriem Riggins et Robert Glasper                                                                                                 | | 4:24  |